# Eucrática
Eucrática (en griego: Εὐκρατίδεια) fue una ciudad antigua de Bactriana mencionada por algunos escritores antiguos. Lo más probable es que fuera fundada por Eucrátides I, el gobernante más importante del Reino grecobactriano con el nombre de Eucrátides. No hay mucha información sobre esta ciudad y podría ser simplemente un nombre alternativo de una ciudad ya conocida en lugar de una nueva fundación porque renombrar ciudades era una práctica común en el mundo antiguo. La candidata más probable es Alejandría de Oxiana, aunque también podría tratarse de Dilbarjin.